# Halictus poeyi
Halictus poeyi là một loài Hymenoptera trong họ Halictidae. Loài này được Lepeletier mô tả khoa học năm 1841.

## Hình ảnh

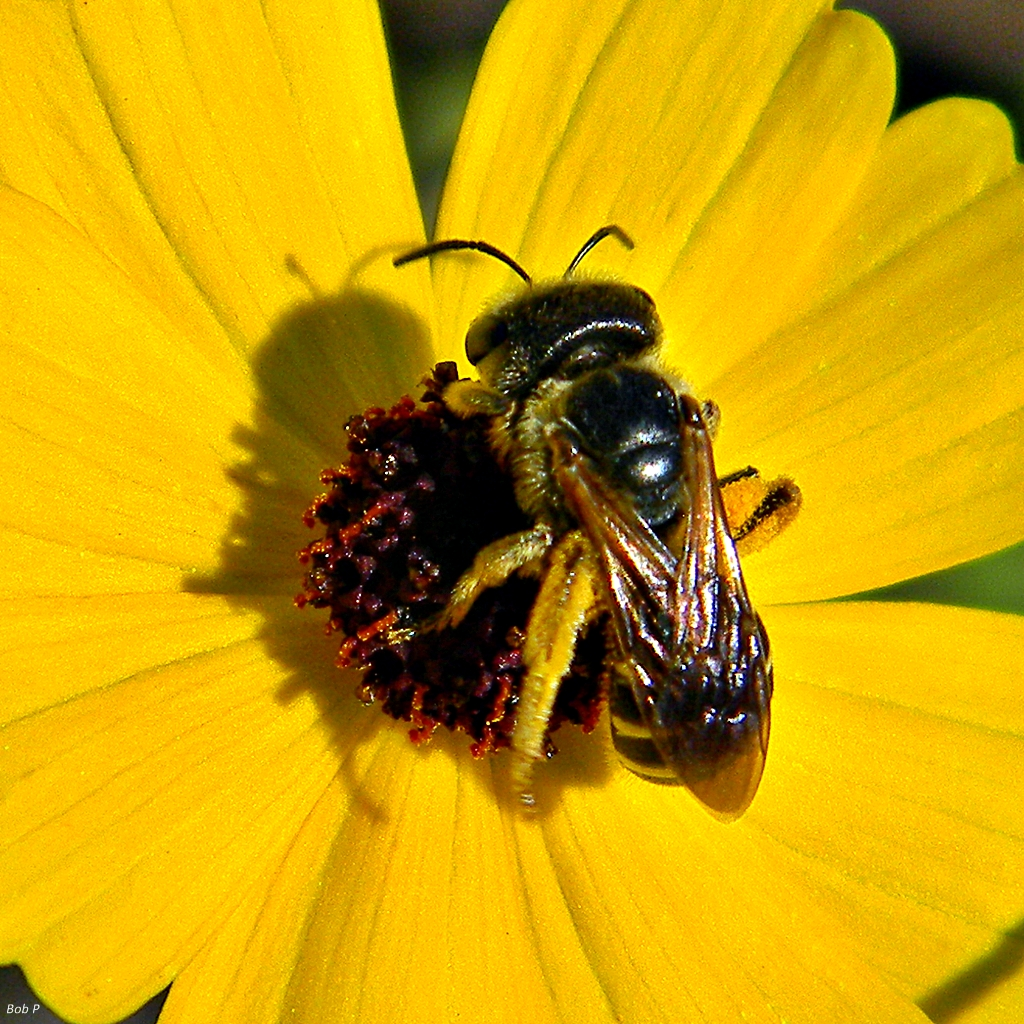